# Intervallo di carenza
L'intervallo di carenza o tempo di sicurezza è la scadenza, definita dall'autorità competente (Ministero della Salute), a partire dalla quale devono essere sospesi i trattamenti fitoiatrici. La scadenza è espressa dall'intervallo di tempo che intercorre fra l'ultimo trattamento e la raccolta: ad esempio, un intervallo di carenza fissato a 20 giorni impone che i trattamenti devono essere sospesi almeno 20 giorni prima della raccolta. 
La durata dell'intervallo di carenza dipende da diversi fattori, ma in generale è definita prudenzialmente per ridurre al minimo i rischi per la salute del consumatore. In generale gli intervalli di carenza dipendono dal livello di tossicità del principio attivo, dal meccanismo in cui è metabolizzato o disattivato all'interno dei tessuti vegetali o sulla loro superficie e, quindi, dalla sua persistenza, dalla destinazione del prodotto, dal prodotto stesso. Le autorizzazioni ministeriali fissano pertanto, per ogni formulato commerciale, un intervallo di carenza specifico per ogni coltura sulla quale è consentito l'impiego.